# Elecciones presidenciales de Comoras de 2019
Las elecciones presidenciales anticipadas se celebraron en las Comoras el 24 de marzo de 2019 junto con las elecciones regionales. De ser necesario, una segunda ronda se llevaría a cabo el 21 de abril. No obstante, el mandatario Azali Assoumani fue reelegido en primera ronda con un 60.77% de los votos.

## Sistema electoral
Hasta 2018, la presidencia de las Comoras rotaba entre las tres islas principales del país, Anjouan, Grande Comore y Mohéli.
Sin embargo, en el referéndum constitucional de 2018, los votantes aprobaron las enmiendas constitucionales que desecharon el sistema de rotación e instituyeron un sistema de dos rondas en el que un candidato tiene que recibir la mayoría de los votos en la primera ronda para ser elegido, sino se realizará una segunda ronda entre los dos candidatos más votados. Los cambios también adelantaron las próximas elecciones presidenciales a 2019 y permitieron que el presidente en ejercicio Azali Assoumani se postulara para un segundo mandato.
El referéndum provocó violentas protestas y un levantamiento armado en Anjouan en octubre de 2018, que el ejército detuvo después de varios días.

## Resultados
| Candidato | Partido                                     | Votos   | %     |
| --- | ------------------------------------------- | ------- | ----- |
| Azali Assoumani                                                                                                | Convención por la Renovación de las Comoras | 96,635  | 60.77 |
| Mahamoud Ahamada                                                                                               | Independiente                               | 23,233  | 14.62 |
| Mouigni Baraka Saïd Soilihi                                                                                    | Independiente                               | 8,851   | 5.57  |
| Mohamed Soilihi                                                                                                | Independiente                               | 6,110   | 3.84  |
| Hamidou Karihila                                                                                               | Independiente                               | 3,880   | 2.44  |
| Fahmi Said Ibrahim                                                                                             | Independiente                               | 3,782   | 2.38  |
| Hassani Hamadi                                                                                                 | Independiente                               | 3,576   | 2.25  |
| Saïd Larifou                                                                                                   | Independiente                               | 3,368   | 2.12  |
| Achmet Saïd | Independiente                               | 3,326   | 2.09  |
| Ibrahim Ali Mzimba                                                                                             | Independiente                               | 2,185   | 1.38  |
| Ali Mhadji | Independiente                               | 1,484   | 0.93  |
| Said Djaffar Elmacely                                                                                          | Independiente                               | 1,474   | 0.93  |
| Salim Saadi | Independiente                               | 1,104   | 0.69  |
| Votos nulos/en blanco                                                                                          | Votos nulos/en blanco                       | 7,439   | –     |
| Total | Total                                       | 166,447 | 100   |
| Votantes registrados/participación                                                                             | Votantes registrados/participación          | 309,137 | 53.84 |
| Fuente: CENI (enlace roto disponible en Internet Archive; véase el historial, la primera versión y la última). |                                             |         |       |